# Багряна відьма
Багря́на ві́дьма (англ. Scarlet Witch; дослівно Шарла́хова ві́дьма), справжнє ім'я Ва́нда Макси́мова (англ. Wanda Maximoff)  — вигадана супергероїня з коміксів американського видавництва Marvel Comics, створена сценаристом Стеном Лі і художником Джеком Кірбі. Уперше дебютувала в X-Men #4 у березні 1964 року. Згодом була провідною персонажкою у двох однойменних серіях коміксів поряд із чоловіком — Віженом. Також Багряна відьма стала постійним членом команди супергероїв із серії фільмів про команду «Месників». Ванда — мутант, що володіє здатністю «магія хаосу». Крім цього, вона є сестрою-близнючкою Ртуті, дочкою Маґнето і єдинокровною сестрою Поляріс.

## Назва
Оригінальна назва персонажки — англ. Scarlet Witch. Українською мовою слово witch перекладається як «відьма», тоді як слово scarlet позначає яскраво-червоний, червоногарячий колір, назва якого також має застарілу форму «шарлаховий».
- В українському дубляжі мультфільму «Люди Ікс: Еволюція» від QTV її названо Багряна відьма.
- В українському дубляжі Кіновсесвіту Marvel її просто називають Вандою, проте у фільмі «Месники: Ера Альтрона» Тоні Старк називає її Відьмою. В українській озвучці від «Цікава ідея» та HDRezka телесеріалу «ВандаВіжен» її було знову названо Багряною відьмою.

## Біографія

### Ранні роки
Ванда і її брат-близнюк П'єтро (Ртуть) народилися 13 січня під впливом природної енергії Старшого Бога Хтона на горі Вандагор на базі генетичних досліджень, що була відома як Високий Еволюціонарій. Їх мати, Магда, незабаром після пологів втекла з Вандагора. Хоч і невідомо в який момент, але Хтон уклав магічний договір з Вандою, яка, як стало відомо пізніше, була призначена служити в ролі Зв'язкової Істоти, живої точки зосередження містичної енергії в Земному вимірі.
Перебуваючи якийсь час в Еволюціонарії, двоє немовлят були віддані на виховання ромській парі Джанґо і Марії Максимовій. Коли Ванда і П'єтро стали підлітками та почали проявляти мутантські здібності, їх сімейний табір зазнав нападу, при цьому Марія загинула. Джанґо вижив, але втратив своїх дітей, у той час як поранені Ванда і П'єтро втекли, повіривши, що батько також помер. Після кількох місяців поневірянь лісом брат і сестра ризикнули поїхати в сусіднє місто, де здатності Ванди, що вийшли з-під контролю, спалили будинок. Від жителів, які вірили в «союз з Дияволом», їх врятував своєчасно Маґнето, майстер магнетизму. Маґнето і був їх біологічним батьком, але ані він, ані брат із сестрою в той час ще не знали цього. Скориставшись вдячністю пари, Маґнето переконав їх приєднатися до його антилюдського терористичного угрупування, Братства Мутантів.

### Братство мутантів і Месники
Тепер відомі як Багряна відьма і Ртуть, Ванда і П'єтро супроводжували Маґнето і стали його вірними підручними мутантами в його пошуках могутності, стикаючись з Людьми-Ікс. Через деякий час брат і сестра, розчаровані в Маґнето і відчуваючи, що борг їх вдячності вже вдосталь виплачений, вирішили розлучитися з терористичними діями; разом з лучником і колишнім злочинцем Соколиним Оком вони приєдналися до Месників під проводом Капітана Америки. Як членкиня цієї четвірки, першої головної реорганізації молодої команди супергероїв, Багряна відьма бездоганно боролася проти Доктора Дума, Людини-крота, Канга та інших.
Команда все зростала, і Багряна відьма, попри невдоволення брата, відчула романтичне почуття до товариша по команді, андроїда Віжена. Щоб навчитися краще справлятися зі здібностями, вона почала брати уроки у справжньої відьми Аґати Гаркнесс, а після того, як вони з Віженом прийшли до взаємності, одружилася з ним. У цей час жоден з Месників не зрозумів невизначеності лорда Іммортуса, який прагнув зробити так, щоб Багряна відьма ніколи не змогла мати дітей, ростуча сила яких могла б стати для нього величезною загрозою, ніхто не опирався і не заважав шлюбу.
Пара залишалася у складі Месників до тих пір, поки Віжен, на розум якого вплинув інтерфейс з Титанського комп'ютера ISAAC, не спробував взяти під свій контроль комп'ютери всього світу, що було зупинено Месниками. Після цього Багряна відьма і Віжен тимчасово припинили активну діяльність у складі Месників. Хоч прагнули жити в спокої у своєму світі, неодноразово залучалися в сутички з різними суперлиходіями. Під час одного такого зіткнення, битви з чарівниками, відомими як Сімка Салема, Багряна відьма використала всю накопичену магічну енергію, щоб завагітніти від Віжна, і народила близнюків Томаса і Вільяма.
Коли Багряна відьма і Віжен вирішили повернутися до активної діяльності у Західне Відділення Месників, урядова сила, яка називає себе Пильністю, захопила і демонтувала Віжена, який спробував знову захопити всі світові комп'ютери; хоч незабаром він був реабілітований, його індивідуальність сильно змінилась, що неабияк турбувало Багряну відьму. Її становище ще більше погіршилося, коли її сини перетворилися на фрагменти демонічної душі лорда Мефісто і припинили своє існування. У Ванди стався нервовий зрив, що зробило її легко схильною для маніпуляцій її батька, Маґнето, який прагнув узяти під свій контроль весь світ від імені мутантського роду. Згодом Ванду викрадає Іммортус, але рятують Месники, після чого вона повертається в нормальний, розсудливий стан, розлучається з Віженом і зустрічається з іншим Месником, Диво-людиною, чому той невимовно радий.
За допомогою Аґати Гаркнес Багряна відьма дізналася про свою природу як Зв'язної Істоти і виявилася в змозі запобігти екстрапросторовому вторгненню іншої Зв'язкової Істоти, Лор. Коли Західне відділення Месників розформоване через внутрішній конфлікт у команді, кілька їхніх колишніх членів утворили нову, відому як Потужна Робота, в якій Багряна відьма призначена лідеркою. Коли Потужна Робота також була розформована, вона повернулася до Месників. Фактично вони були перенесені в альтернативний всесвіт, створений сильним мутантом Франкліном Річардсом. Ванда і багато інших героїв, в тому числі і товариші по команді, протягом багатьох місяців перебували там, поки не повернулися назад у рідний всесвіт. Згодом, перебуваючи в полоні у чарівниці Морґан Ле Фей, Багряна відьма, намагаючись викликати інших Месників, випадково змусила Диво-людину частково перетнути лінію світу живих і світу мертвих, де він перебував; згодом повністю повернула його до життя. Пара спробувала відновити стосунки, але через деякий час розлучилися добрими друзями. Багряна відьма, намагаючись експериментально відновити стосунки з Віженом, майже повністю почала присвячувати свій час Месникам та їх справам.

### Кінець Месників
Багряна відьма отримала в своє розпорядження потужні змінюючі реальність здібності від «магії Хаосу»; однак це виявилося нестримним аспектом з її мутантськими здібностями і створило велике розумове напруження для неї. Коли в ній повторно спливли невизначені спогади про її дітей, вона пережила великий нервовий зрив і накинулася на всіх зі своєю новою силою, жахливо напавши на Месників, в результаті убивши Аґату Гаркнес і деяких з товаришів по команді. Зрештою її переміг Вищий Чарівник Доктор Стрендж виключно з допомогою магічного ока, впавши в кому, і в результаті Маґнето забрав її з собою на Геношу для відновлення її сил.

### День М
На Геноші Маґнето попросив свого друга, надсильного телепата Чарльза Ксав'є, допомогти Ванді. Ксав'є погодився і протягом кількох місяців намагався допомогти, проте всі спроби виявилися невдалими. Також прохання про допомогу було адресовану Докторові Стренджу, однак і він не мав поняття, як допомогти їй. Ксавьє зібрав раду між Месниками і Людьми Ікс, щоб вирішити подальшу долю Багряної відьми. В той час, як більша частина була проти її вбивства, Росомаха і Емма Фрост вважали, що її розумова нестійкість і надзвичайно сильні можливості створюють велику небезпеку для інших життів. У кінцевому рахунку рада вирішила податися в Геношу, щоб на власні очі побачити стан Ванди. Побоюючись гіршого, Ртуть поспішив до Маґнето, доповісти йому, що Ванду збираються вбити. Маґнето довелося визнати, що він більше не мав поняття, як чинити далі, а також, що рада була, можливо, правою щодо неї. Відчайдушний П'єтро переконав сестру в тому, що вона може переконати в зворотному і з допомогою своїх сил створити новий щасливий світ для всіх. Таким чином Багряна відьма використала свої сили і деформувала реальність. У створеному нею світі всі вважали, що Ванда була людиною, але насправді вона лише створила копію свого тіла і особистості, приділяючи весь свій час дітям.
Молода мутантка Лайла Міллер, фактично створена за бажанням Ванди, виявилася здатною відновити пам'ять деяких з героїв, оскільки потрапивши в реальність Будинку М, ніхто не пам'ятав свого колишнього життя, за винятком Росомахи. Герої, до яких повернулася пам'ять, створили команду і вирушили до Геноше, щоб убити Маґнето, оскільки вважали, що винуватцем всіх змін був саме він. Під час битви між героями і силами Маґнето Лайла також відновила пам'ять і самого Маґнето. Розлючений Маґнето встав в битві проти Ртуті, звинувачуючи його в тому, що він влаштував все, що відбувається від його імені. У відповідь П'єтро каже, що Маґнето дозволив би Ванді померти, але у відповідь отримав лише звинувачення в тому, що він лише використовував Ванду і Маґнето. В наступну мить Маґнето вбиває свого сина, зіштовхуючи його, оповитого залізом, із землею.
У цей час у Ванди відбулася розмова з Доктором Стренджем, вона розповіла йому всю правду про події. Однак їх розмові завадив Соколине Око. Його стріла вразила Ванду в спину, але через пару секунд виявилося, що і стрілою Багряну відьму тепер вбити не вдасться. Клінт звинуватив Ванду в тому, що вона винна в його смерті, тоді як він її любив. Ванда знову знищила Клінта, але в той же час відчула і смерть свого брата.
Через мить Багряна відьма опинилася на полі битки. Використовуючи свою силу, повернула до життя П'єтро. Вона спробувала пояснити батькові, що вони з братом лише хотіли щастя для всіх, але ніхто цього не хотів зрозуміти. Останніми словами Багряної відьми була фраза: «Більше ніяких мутантів».
Світ повернувся назад в колишню реальність, однак своїми силами Ванда зуміла відібрати буквально у 99 % всіх мутантів Землі їхні сили. Сама ж вона виявилася, ймовірно, десь у межах Трансії. Здавалося, що вона не пам'ятала нічого, створеного своїми руками. Ванда випустила в атмосферу Землі пучок енергії, який так і літає поряд. Сама вона позбулася здібностей.
Однак нещодавно в Нью-Йорку серед Молодих Месників з'явився юний підліток Томас Шепард — Швидкість (Speed). Враховуючи його буквально абсолютну схожість з вже колишнім учасником команди Викканом (Wiccan) або ж Біллі Капланом, а також магічно здібності одного і надшвидкість іншого, можна припускати, що незнайомі близнюки є дітьми Ванди, спочатку названими Томасом і Вільямом, чиї душі, як передбачалося, були лише фрагментами душі Мефісто.

### Повернення
Багряна відьма з'явилася у випуску Mighty Avengers #21. Вона зібрала новий склад команди Могутні Месники для боротьби з демоном Чтоном, який вселився в тіло її брата Ртуті. В команду увійшли Галк, Висота (дочка Людини-Мурахи), Джокаста, Генк Пім, який після смерті своєї дружини Дженет Ван Дін (Оси) взяв кличку Шершень, колишній слуга месників Едвін Джарвіс, Геркулес, Амадеус Чо. Але незабаром месники дізналися, що це була не Багряна відьма, а Локі. Він використав Образ Ванди, щоб керувати Могутніми Месниками. Після нетривалої сутички їм вдалося схопити Локі, але він сказав, що нічого не знає про місцеперебування Багряної відьми. Локі вдалося втекти. З часом Багряна відьма з'явилася в серії 2010—2011 років Месники: Хрестовий похід дітей. У серії виявилося, що Багряна відьма була насправді Думботом, що спонукало Молодих Месників і Маґнето здійснити подорож у Латверію, Ртуть пішов за ними. Віккан в кінцевому підсумку знаходить реальну Ванду, мабуть, вона втратила здібності і пам'ять. Вона зайнята підготовкою до весілля з Доктором Думом. Росомаха намагається вбити Ванду, але несподівано з'являється Залізний Хлопець, він стріляє у Росомаху енергетичних променем. Дум також говорить, що Ванда позбавлена сил. Залізний Хлопець і Молоді Месники вирушають у минуле, коли воскрес Чирвовий Валет, який згодом і зруйнував Особняк Месників. Команді вдається уникнути вибуху і мимоволі вони повертаються в теперішнє, де виявилося, що це зробила Багряна відьма, до якої після розмови з Червовим Валетом повернулися пам'ять і здібності.

## Сили та здібності
Багряна відьма може використовувати містичну енергію для ефектів, що змінюють дійсну реальність. Вона здатна створювати «магічні сфери» — визначені області спотворення реальності, квазі-псіонічної сили, які можуть викликати молекулярні коливання в полі ймовірності. В результаті це призводить до виникнення малоймовірних подій, таких як самозаймання, руйнування об'єкта, зміна курсу летючих об'єктів, руйнування передач енергії та багато іншого. Пізніше Ванда отримала можливість змінювати події в більшому масштабі. В її владі цілі армії, які вона може відправити куди завгодно або в нікуди. Вона тренувалася у базовому чаклунстві, але цих тренувань все одно виявилося недостатньо для цілковитого контролю сил. Повна сила її нових здібностей досі лишається до кінця невідомою. Багряна відьма в змозі збільшити свої здібності за допомогою чаклунства, вдаючись до використання магії Хаосу, але повний ступінь її магічного потенціалу і її можливостей досі повністю не вивчені, оскільки вона завжди демонструє зовсім різні сили. Можливо, що її зміна ймовірності зачіпає її чаклунство і навпаки, тим самим роблячи її набагато сильнішою. Здатність Відьми має 20 % факторів ненадійності, тобто ймовірність допустити помилку в діях дорівнює 20 %, до того ж вона обмежена діапазоном в межах видимості Ванди. Ці обмеження вона здатна подолати, вдаючись до допомоги магії або через особливу концентрацію. Надійність і безпомилковість використання її сили частково залежить від її фізичного і душевного стану. Коротко: здатність до маніпуляції енергією, пов'язані з силою Хтона гори Вандагор, що дозволяє їй проєктувати магічні стріли, сфери та інші ефекти, щоб створювати молекулярні заворушення у волокнах дійсності.

## Альтернативні реальності

### Ultimate X-men
Ванда — дочка Маґнето, могутнього мутанта, який дотримується думки про перевагу мутантів. Ерік забрав близнюків (Ванду і П'єтро) у їх людської матері і зробив своїми помічниками в Братстві Мутантів. Близнюки завжди були близькі, Ванда у всьому підпорядковувалася П'єтро. В той час як її брат був головною причиною презирства їх батька до дітей. Після того, як, за повідомленнями, Маґнето був убитий у Вашингтоні, Ванда підтримала П'єтро, який очолив Братство. Вона допомагала йому в спробі повернути труп Маґнето, однак трупа вони не виявили. Під час цієї місії, Циклоп намагався переконати їх приєднатися до Людей Ікс. Ванді майже вдалося переконати П'єтро, але їх атакує один із солдатів і момент втрачено. Однак Ванда починає сумніватися в їх антилюдській кампанії. Коли Люди Ікс виявляються викрадені Зброєю Ікс, Братство рятує їх, а Ванда використовує свої сили, щоб видалити нервові інгібітори, які використовував Зброю для управління полоненими.
Під керівництвом Ртуті, Братство стало більш гуманістичним. Близнюки таємно погодилися допомогти Щ. И.Т у обмін на випуск «політичних в'язнів» мутантів. Вони допомагають відобразити вторгнення Чітаурі. Однак з'ясовується, що Маґнето живий, він бере владу над Братством у свої руки. Затавровані зрадниками і тікаючи від люті батька, Близнюки ховаються в Тріскеліоне, однак Маґнето приходить туди. Нейтралізувавши оборону Тріскеліона і більшість з тих, що перебувають там, Маґнето змушує Ванду спостерігати за тим, як він прострілює П'єтро коліна. Після цих подій Ванда і П'єтро вступають в Алтімейтс на постійній основі. Вона ловить мутанта-вбивцю Лонґшота, який намагався сховатися на Дикій Землі. Використовуючи свої сили, вона нейтралізує успішність Лонґшота і перетворює його в кота. Ванда активно діє як член Алтімейтс — разом з командою вона протистоїть студентам академії Емми Фрост, які намагаються проникнути в Тріскеліон, а пізніше, використовуючи сили руйнує одну з близькосхідних країн. Ванда і П'єтро, разом з іншими учасниками Алтімейтс, Людьми Ікс, Фантастичною Четвіркою захищають Нью-Йорк від команди загарбників — Визволителів.
Після того, як команда переходить під крило Тоні Старка, відомого як Залізна Людина, Ванда і П'єтро починають зустрічатися, на одному з побачень у Ванду хтось стріляє. Незважаючи на допомогу, що опинився поряд доктора, дівчина помирає. П'єтро переносить її тіло на базу Алтімейтс, однак після нападу Братства, він поступається умовлянням Маґнето і йде з особняка, забравши з собою труп Ванди. Незрозуміло вижила вона, підстроїла свою смерть або воскресла вона з'явилася як член нового Братства Мутантів в коміксі Ultimate X. Однак з'ясувалося, Ванда була насправді ілюзією, створеною Натанієлем Ессексом, який підкорився Лорду Апокаліпсису, щоб використовувати П'єтро.
Здібності і пристосування: Ванда може керувати ймовірностями, що дає їй воістину великі сили. Вона може літати, переміщувати цілі з хірургічною точністю, перетворювати людей і об'єкти. Ймовірно, це далеко не повний перелік її сил.

### Будинок М
Те мале, що відомо про дочку Маґнуса, зберігається в секреті, вона сестра Ртуті, спадкоємиця Будинку М. Ртуть є відчайдушним захисником своєї сестри, і під час громадських виходів він ніколи не відходить далеко від неї. Як немутанта, Ванду рідко бачать публічно. Вона, однак, постійна тема для вуличної преси, що сильно дратує самого Маґнуса.
Ванда має дітей, але поза королівської сім'ї не відомо, хто є батьком. Деякі вважають, що одним з можливих батьків може бути популярна телевізійна зірка Саймон Вільямс, також відомий як Диво Людина, але це лише просте припущення. Багато вважають, що через людських генів його дочки Маґнето настільки милосердним до нижчої раси, яких намагаються поневолити його люди.

### 1602
Як і про все інше, про історію Ванди майже нічого не відомо. Можна сказати, що Ванда служить в монастирі і майже постійно супроводжує Великого Інквізитора. Про те як вона проводить вільний час нічого не відомо, як і про все інше. Але все-таки можна дещо розповісти з її життя. Живе в монастирі в Іспанії разом з Великим Інквізитором і Петросом, постійно супроводжує і всіляко допомагає першому, в хороших відносинах з другим. Через деякі події її разом з Великим Інквізитором і Петросом хотіли спалити на багатті, але це не вдалося зловмисникам. В результаті Ванда продовжила далі займатися тим, чим і займалася. Подальші події можливо будуть в серії New 1602, але це тільки можливо.

### Age of Apocalypse
В Епоху Апокаліпсису рання смерть Чарльза Ксав'є надихнула його друга Магнуса сформувати Людей Ікс недалеко від Вандагор. Оригінальна команда мутант Маґнето, присвячена мрії Ксав'єра про мирне існування звичайних людей і мутантів, включала до складу його дочка Ванду, також як і Колоса, Джин Грей, Шторм, Айсмена і Ртуть. Коли переляканою молодий Роуг була доручена Маґнето турбота про її прийомної матері Містик, саме Ванда змогла допомогти і полегшити її перехід до Вандагор. Трохи пізніше Люди Ікс продовжили їхню першу суспільну місію, виступивши проти сил Апокаліпсису, хоча Маґнето і наполягав на тому, щоб Ванда залишалася позаду, щоб, у крайньому випадку, продовжити його справу в разі падіння Людей Ікс. На жаль, вона виявилася тією, хто заплатив всю ціну за команду, оскільки під час відсутності Людей Ікс притулок мутант Маґнето зазнав нападу Немезіди. Вмираючи від отриманих ран вона все ж протрималася, Ванда змусила Роуг пообіцяти їй, що вона залишиться тут для Маґнето, буде піклуватися про нього і стане йому вірним другом, щоб послабити той тягар відповідальності, яке він на себе взяв. Останнє бажання Червоної Відьми мало на Роуг великий ефект, так що всі дії призвели до можливого шлюбу між Роуг і Маґнето.
Багряна відьма була вбита на другому весіллі Хенка Піма і Джанет Ван Дін у можливому майбутньому, описаному в Останній Історії Месників. Тривалі напружені відносини між Віжном і братом Ванди Ртуттю нарешті досягли свого апогею в той день, що призвело до зіткнення між ними двома. Ванда спробувала зупинити їх боротьбу тим, що буквально встала між ними. Вона була, можна сказати, розчавлена між її швидкісним братом і міцним, як алмаз, тілом її чоловіка. Смерть Ванди призвела до безпосереднього самогубства П'єтро, Віжн зійшов з розуму, через що молекули його тіла почали розходитися. Смерть матері змусила сина Ванди Уілла стати лиходієм Смертю (Grim Reaper), тоді як його брат близнюк Томмі Максимов став учнем Доктора Стренджа і пізніше приєднався до решти Месникам. Природно, в кінцевому рахунку брати були змушені зустрітися в битві проти один одного, побачивши що Віжн вийшов з свого нормального стану. Він перетворив своє тіло, щоб закінчити бій проти Альтрона-59, в результаті жертвуючи своїм життям, щоб перемогти Альтрона, і злитися з ним. Оскільки він зрозумів, що навіть синтезоиди вмирають, Віжн попросив свого сина Вільяма не розчаровуватися в людстві, що перш сталося після смерті Ванди.
Багряна відьма була тісно пов'язана з трагедіями, викликаними в темному майбутньому тимчасового графіка, званого Дні Минулого Майбутнього. Варто було тільки Ванді пережити напад на Гору Вандагор, в результаті чого її брат, Ртуть, був, очевидно, убитий, вона була захоплена Шинобі Шоу і Елізабет Бреддок, керуючими кілька реорганізованим Кубом Пекельного Полум'я. Шоу бачив якісь перспективи у використанні унікальний мутантских здібностей Червоної Відьми і збудував так званий Двигун Катаклізму. Це пристрій посилювало здатність зміни ймовірностей Ванди, і його силу направили у бік Землі, що спричинило виникнення різних стихійних лих по всьому світу. План Шоу полягав у тому, щоб використовувати ці стихійні лиха щоб дестабілізувати світ і уряд взяти під контроль, щоб він і його новий «Рада Обраного» змогли правити світом. Щоб врятувати свою дочку, Маґнето був змушений укласти союз з двома колишніми членами Людьми Ікс: Джубили і Росомахою. Маґнето сподівався, що Росомаха зможе використовувати свої здібності і пасти Ванду без прямого контакту з Шоу і його Червоною Королевою. На жаль, рятувальна команда була виявлена, внаслідок чого було битва. Після свого звільнення Ванда повернула всю свою міць проти Двигуна Катаклізми. Під час цього конфлікту з Шоу установка була зруйнована, а ноги Маґнето були отдавлени впали руїнами. Через кілька днів після битви Ванда померла від великих втрат, які були пов'язані з тривалим ув'язненням її тіла, але прямо перед своєю смертю вона врегулювала свої стосунки з батьком, який присягнувся присвятити залишок свого життя тому, що зробити мир у всьому світі тим шляхом, який пропонувала йому Ванда.

### Professor W's X-Men
У досить цікавому завихренні долі, де є принаймні одна реальність, дубльовані Люди Ікс Професори W, де Багряна відьма закохалася в члена Людей-Ікс Нічного Змія. Хоча на перший погляд вони виглядають невдалою парою, вони мають і дещо спільне, оскільки у юності подорожували з циганами. Курт і Ванда навіть мали дочку, Талію Джозефіну, інакше звану Ноктюрн, яка згодом приєдналася до Месників, тоді як Ванда продовжувала перебувати в команді Месників. Тим не менш, досі точно не ясно, чи була Ванда одружена з Нічним Змієм, чи ні.

### Earth X
У майбутній тимчасовій лінії під назвою Земля Ікс Ванда померла серед підтримуючих її Месників, коли вони боролися зі скаженою Абсорбуючою Людиною (Absorbing Man), який поглинув силу і особистість заклятого ворога Месників Альтрона. Один з Месників, Залізна Людина, зміг вижити і вирішив замінити своїх втрачених товаришів по команді схожими на них роботами. Назвавшись Залізними Месниками, ця команда була схожа на полеглих Месників (Оса, Гігантська Людина, Соколине Око, Ртуть і Багряна відьма) і були навіть запрограмованими з їх особистими якостями, щоб більше не повторювати своїх прототипів. Залізний Месник був злегка модельований після того, як Ванду назвали Темно-червоним Мудрецем (Crimson Sage), якщо б вона була пошкоджена або зруйнована, то вона могла б бути спокійно замінена новою моделлю.

### Amalgam
В альтернативній реальності, у якій злилися основні всесвіту Marvel і DC, є кілька «злитих» персонажів, основою для яких послужила Багряна відьма: Біла відьма, справжнє ім'я Ванда Затара, є сумішшю Червоної Відьми і Затанни. Ванда перебуває на службі у суміші Доктора Стренджа, Професора Ксавьера і Доктора Фейта, названого як Доктор Дивної Долі (Doctor Strangefate), разом з Скалком (Халк + Соломон Гранді) і Джейд Нової (Нова + Зелений Ліхтар Кайл Райнер). Відьма є красивою темноволосою жінкою з білим пасмом попереду. Здібності, як можна здогадатися, у неї магічні, при цьому на найвищому рівні, в наявності є і одурманюючі поцілунки. Періодично Ванда починає загравати з Доктором, що входить у її повсякденні заняття.
В цей час Червоний Хлист з'являється в коміксі Unlimited Access #4 і є героїнею спарених персонажів Червоної Відьми і Лашини (Lashina). Червоний Хлист входила в так звану команду Братство Злих Богів, яка представляла собою спарені Дарксайдом команди Братства Злих Мутантів і команди Богів разом. Червоний Хлист використала можливість управляти магічними смугами, якими зв'язувала своїх супротивників. Під час свого недовгого існування вона боролася проти Чорної Джин і зуміла нейтралізувати молодшого Капітана Америки.
Також альтернативна версія Ванди в Амальгам всесвіту іменувалася як Антимонія (Antimony) і входила в команду Маґнето під назвою Магнетичні Люди (Magnetic Men). Антимоніч не є людиною і сама нічого до пуття про людей не знає. Вона в хороших стосунках з Маґнето, званого ними Майстром, завжди висловлює те, що думає, і уникає сварок у команді. Антимонія може літати, а також має магнетичні бласти. Замість рук вона може утворювати своєрідні гострі наконечники, подібні на бласти, що виглядають золотими зі сторони, проте нормальні бласти мають досить потужну енергією, так що можуть зламати цілком потужні енергетичні щити.

### Alternate Future
В альтернативному майбутньому (Thor v.2 #68), де Тор вирішив, що для людства було б краще, якщо б Асгард знаходився над Нью-Йорком, люди боялися встановлених правил і в жахливій битві зруйнували і Асгард, і Нью-Йорк. Жертв було достатньо з обох сторін, а в результаті Тор став безроздільно правити на Землі. Люди жили в ненависті і дуже боялися всгардійців, але людей категоризували, як рогату худобу. Їдучи додому до Червоної Відьми і Квиксильвера, перша дочка Ванда, Даєа (Daiea) і Джейн Фостер були настигнуті Хоганом (Hogun). Використовуючи їх стару дружбу, Джейн вмовила Хогана дозволити їм їхати через зачарований ліс, збрехавши про те, що мати Даєї була поранена в нещасному випадку на полюванні.
В той час, як Хоган і його посіпака чекали разом з Даєєю в передпокої, Джейн Фостер вирушила до Червоної Відьми і Квіксильвера, який був дуже невдоволений присутністю асгардійців у своєму домі, щоб спробувати приховати дитину Ванди. Джейн згадала присягу, яку колись давала чоловікові Червоної Відьми і батькові її дитини про те, що дитина не буде каталогізована, як і не каталогізувалася її сестра. Ця запропонована доля дитини повинна була бути виконана, тому Ванда віддала свою дитину П'єтро, який обіцяв сховатися разом з нею і піклуватися про дівчинку все життя. Тим часом Джейн старанно прикриває той факт, що Ванда народила, порізавши її. Хоган наполягає на тому, щоб Ванду відвезли до асгардійського лікаря, де він дізнається про брехню і обурюється. Доктор розповідає Хогану, що Ванда каталізувалась як членкиня розформованої команди Месників, більш відома як Багряна Відьма. Обурюючись ще більше, Хоган розмовляє з Локі і переміщує їх в Асгард. Тор, Амора Душка і Локі старанно за допомогою різних засобів намагаються виявити місце розташування Квіксильвера і дитини. Однак у них це не виходить, за що Джейн, Ванді і Даєї доводиться платити.
Дівчинка, названа Каєю, зросла і створила велику опозицію проти Тора, домагаючись того, щоб він був скинутий з трону.

### Avaatar
Вогонь Відьми (Witchfire) була членкинею Лицарів Королівства, які допомагали у боротьбі проти Зеленошкірого Троля-знищувача (Greenskyn Smashtroll) в Марвет Сквері (Market Square). Вона використала свої здібності магічних сфер, щоб огорнути троля в подібний до дракона туман до тих пір, поки не з'явився Капітан Авалон і не втрутиться в битву. Після повернення з битви Авалон та Чемпіони виявили, що їх королева була мертва, а принц безвісти зник. Команда почала переслідування Чорного Леза (Black Blade) до Чорної Води (Blackwater), де їм довелося боротися проти Фаворитів Зла (Minions of Evil). На цей раз Вогонь Відьми використовувала свої магічні сфери для того, щоб викликати примар жертв Фон Блудвінга (Von Bludving), які вимагали за нього помсти. За час битви Чорне Лезо поспішно втік, і Чемпіона повернулися назад до закликаючого їх Авалону. Вогонь Відьмт приєдналася до Капітана Авалону в пошуках його сина. Під час подорожі через Ліс Мереж (Webwood) команда зазнала нападу Найзловіснішої Шістки (Six Most Sinister). Магічною сферою Вогонь Відьми змусила газові сили Містеріума (Mysterium) самозагорятися, що мало для того не найкращі наслідки. Після Чемпіони продовжили свій шлях до Замку Бакстура (Castle Bakstur), але їх шлях був перерваний битвою з Ікс-Ченджелінгс ('Changelings). Визнавши Магнуса, Вогонь Відьми стверджувала, що вона зі Свіфтом (Swift) були введені в оману, коли одного разу долучилися до того в команду. Кинута нею в Магнуса магічна сфера зв'язала його прямо в повітрі. Магнус вирвався на свободу, але був зупинений іншими членами команди Чемпіонів. Досягнувши Замку Бакстура, Чемпіони дізналися, що їх принца тримають у Вежі Страху (Dreadkeep), куди вони одразу й вирушили. Під час штурму Вежі Страху Ідол зрадив команду через прокляття, яке змушувало його просити ціну за цю зраду у Лорда Страху (Dreadlord). Під час наступного бою Ідол все ж пручався прокляттю, яке через це почало повільно його вбивати. Не бажаючи втрачати свою любов, Вогонь Відьми вжила свою магічну сферу на нього, перетворюючи його свідомість у чисту енергію.

### Avengers Aging
В одній із серій коміксів — «Що якщо?», Ванда постала вже старою жінкою. З золотих часів Месників пройшло багато часу. Залізна Людина з часів Тоні Старка встиг змінити дві особистості, Квиксильвер загинув в одній з останніх сутичок з Маґнето, багатьох Месників вже не було в живих, в тому числі підходив час помирати і Червоної Відьмі. За старою Вандою постійно дбала дочка Людини-мурахи Кассандра Ленг. В цей час, передчуваючи швидку смерть своєї дружини, Віжн хотів більше часу проводити разом з нею. Він зізнався Ванді в тому, що хоче знищити свій розум і тіло після її смерті, але вона взяла з нього обіцянку, що він цього не зробить. Після чергового серцевого нападу Ванди несподівано з'явилася Джокаста, сказавши Вижну, що в ньому потребує доктор Блейк, який за її словами знайшов засіб для лікування Ванди. Віжн відмовився залишати відьму, однак внаслідок довгих умовлянь погодився залишити її під наглядом Джокасти. Повернувшись, він виявив обман. Джокаста зникла разом з Вандою. В результаті довгих пошуків він виявив, що Джокаста відвезла Ванду в експериментальну палату, де використовувала технологію Альтрона для того, щоб обмінятися тілами. У результаті свідомість Ванди виявилося в тілі Джокасти, а свідомість самої Джокасти переселилося в тіло вмираючої Червоної Відьми. Джокаста зробила це самопожертва, на прощання лише запитавши, як до неї ставляться і взявши обіцянку з Вижна, що він буде любити Червону Відьму вічно. Через кілька днів нові Месники, Віжн і Ванда відвідали похорон Джокасти. На знак того, що Ванда переселилася в тіло Джокасти, вона одягнула на себе червоний плащ. З тих пір вона з Вижном могли любити один одного вічно.

### Other
Перехідна за вимірюваннями команда Вигнанців (Exiles) один раз випадково натрапили на незвичайну дійсність, де Багряна відьма була досить таки схожа на свою реальну версію з головної дійсності (Exiles #24). Це була постапокаліптична Земля, керована Тоні Старком, який в свою чергу був, можна сказати, не в собі. Ванда в цьому світі жила в ізоляції на Гавайський островах разом з Доктором Стренджем, який був позбавлений ніг, і видозміненим Диво Людиною, який в свою чергу був перенасичений іонізованими крии-променями. Очевидно, вона і Саймон були в романтичних стосунках. У цьому світі Ванда, Стрейндж і Саймон були вбиті командою Гамбіту, а зокрема так званим Павуком. Спочатку був убитий Стрейндж, потім був замах на життя Чудо Людини, який, проте, вийшов з себе і почав громити все, що тільки можна було. Напад на Ванду вивело з себе остаточно, але в результаті його знищило потужним вибухів від кинутої Гамбітом бомби. Після Павук говорив, що ніколи не вбивав нікого більш, що гарно виглядає в бікіні, ніж Багряна відьма.

## Поза коміксами

### Телебачення
- Багряна відьма з'являлася в мультсеріалі «Marvel Superheroes» 1966 року в серіях, присвячених Капітану Америці.
- Багряна відьма з'являлася в мультсеріалі «Залізна Людина» 1994 року, де її озвучила Кетрін Моффат в першому сезоні і Дженніфер Дарлінг у другому.
- Багряна відьма з'являлася в мультсеріалі «Люди Ікс», де її озвучила Тара Стронг.
- Багряна відьма з'являлася в мультсеріалі «Месники. Завжди разом», озвучена Ставрулой Логотеттис.
- Багряна відьма з'являється у мультсеріалі «Люди Ікс: Еволюція». Тут її озвучила Келлі Шерідан. У цьому серіалі маленька Ванда завдяки своєму батькові Маґнето в дитинстві потрапила до клініки для божевільних, оскільки не могла цілком контролювати свої сили управління ймовірністю, і він вважав її занадто небезпечною. Це залишило у дівчини глибоку душевну травму. Вийшовши з божевільні завдяки старанням Містики, вона вступила в Братство Мутантів (незважаючи на погане ставлення до свого брата П'єтро, теж у ньому складався) і в першому ж бою з Людьми Ікс самотужки здолала всю команду. Завдяки Агаті Harkness, Ванда стала набагато краще, ніж раніше, контролювати свої здібності. Вона присягнулася помститися Маґнето за те, що він з нею зробив, однак після однієї зі спроб це зробити підручний Маґнето Мастермайнд стер її спогади, замінивши їх новими, які малювали Маґнето як любить і піклується про неї батька. Вона брала участь у фінальній битві з Апокаліпсисом, борючись зі своїм перетвореним у Вершника Апокаліпсису батьком. Ставши трохи старше, вступила до лав організації Щ. В. Т..
- Багряна відьма з'являється у мультсеріалі «Росомаха і Люди Ікс», її озвучує Кейт Хіггінс. Дочка Маґнето, вона є однією з найбільш відданих і дужих слуг, завдяки потужній здатності впливати на ймовірність. Хоча вона далеко не так жорстока і безжальна до своїх ворогів, як її батько, Ванда, тим не менш, слід за ним, вважаючи його шлях та ідеали єдино правильними. Багряна відьма живить найніжніші почуття до Нічного Змію — члену Людей Ікс. Після того, як Маґнето розгромив Дженойшу з допомогою вартою тільки заради того, щоб згуртувати мутантів (чого, однак, не було), відрікається від батька. Ванда виганяє його і П'єтро з острова і разом з молодшою сестрою Лорной починає будувати краще місто для мутантів, ніж той, що був створений і знищений її батьком.
- У фільмі «Люди Ікс 2», коли Містик в образі Леді Смертельний Удар переглядає профілі мутантів, в одній з папок на комп'ютері Страйкера видно напис «Maximoff (2)», що означає, що там знаходяться особисті справи П'єтро і Ванди.
- «Аґата: Дім Гаркнесс» — майбутній серіал про виховательку Ванди, Аґату Гаркнесс.

#### Кіновсесвіт Marvel
- Багряна відьма у виконанні Елізабет Олсен з'явилася в першій сцені після титрів фільму Перший месник: Інша війна. Після падіння організацій Щ. И. Т. і «Гідра» ми бачимо Барона Фон Штрукера у підземному сховищі, скіпетр Локі і двох незвичайних «близнюків» — Ртуть (Аарон Тейлор-Джонсон) і Багряну Відьму (Елізабет Олсен). Ртуть носиться по клітці, а Багряна відьма пересуває дерев'яні кубики з допомогою телекінезу.
- Елізабет Олсен знову виконала роль Ванди Максимової / Багряної Відьми у фільмі «Месники: Ера Альтрона»[6]. Вона і її брат близнюк П'єтро осиротіли в ранньому віці, коли Соковія була атакована. Вони дізнаються, що зброя, через яку загинули їхні батьки, належала Тоні Старку, що сіє ненависть в їх душі по відношенню до нього. Коли Месники штурмують базу Гідри, Ванда гіпнозує команду. Пізніше вона і П'єтро об'єднуються з Альтроном, з метою змінити світ на краще. Під час другої сутички з Месниками вона знову проникає в розум членів команди, але її зупиняє Соколине Око. Незабаром Ванда і П'єтро дізнаються, що Альтрон має намір знищити людство і об'єднуються зі старими ворогами. Під час битви за Соковію, Ванда втрачає свого брата, а потім знищує головне тіло Альтрона. У фіналі вона стає членом нового складу Месників.
- У квітні 2015 року Елізабет Олсен підтвердила, що повернеться до ролі Багряної Відьми у фільмі «Перший месник: Протистояння»[7]. За сюжетом Ванда виступає проти реєстрації. Також у неї з Віжном просочується любов. Брала участь у битві в аеропорту, під час якої допомогла Стіву і Бакі бігти, утримуючи вежу, завалену Віжном, але була виведена з ладу Воїном. Опинилася у в'язниці, пізніше була звільнена Капітаном Америкою.
- Багряна відьма з'явилася у фільмі Братів Руссо «Месники: Війна нескінченності», де її також зіграла Елізабет Олсен. На початку фільму вона разом з Віжном б'ється з Проксімою Міднайт і Корвусом Ґлейвом. Пізніше вона бере участь у битві за Ваканду. Як і багато інші супергерої, гине від дії повністю зібраної Таносом Рукавички Нескінченності, перетворюючись на попіл.
- Є іграбельним персонажем в грі «X-Men Legends II: Rise of Apocalypse». У цій грі її озвучила Дженніфер Хейл.
- Є одним з перших доступних персонажів в MMORPG «Marvel Heroes».
- Є одним з іграбельних персонажів в «Lego Marvel's Avengers».
- Є одним з іграбельних персонажів в «Lego Marvel's Super Hero 2».
- Є іграбельним персонажем в marvel future fight
- Є іграбельним персонажем в marvel битва чемпіонів

## Критика і відгуки
Багряна відьма отримала 97 місце в списку 200 найбільших персонажів коміксів всіх часів за версією журналу «Wizard» і 14 місце в списку 100 найсексуальніших жінок в коміксах за версією Comics Buyer's Guide.